# Podorungia
- Commons
- Wikispecies

Podorungia Baill., segundo o Sistema APG II, é um género botânico pertencente à família Acanthaceae.

## Sinonímia
- Warpuria Stapf

## Espécies
Apresenta cinco espécies:
- Podorungia clandestina
- Podorungia decaryi
- Podorungia humblotii
- Podorungia lantzei
- Podorungia serotina
- «Lista das espécies»

## Nome e referências
Podorungia Baillon, 1891

## Classificação do gênero
| Sistema | Classificação                       | Referência            |
| ------- | ----------------------------------- | --------------------- |
| APG II  | Ordem Lamiales, família Acanthaceae | APweb, versão 9, 2008 |